# 花蓮機廠
23°59′45″N 121°36′11″E / 23.995747°N 121.603036°E

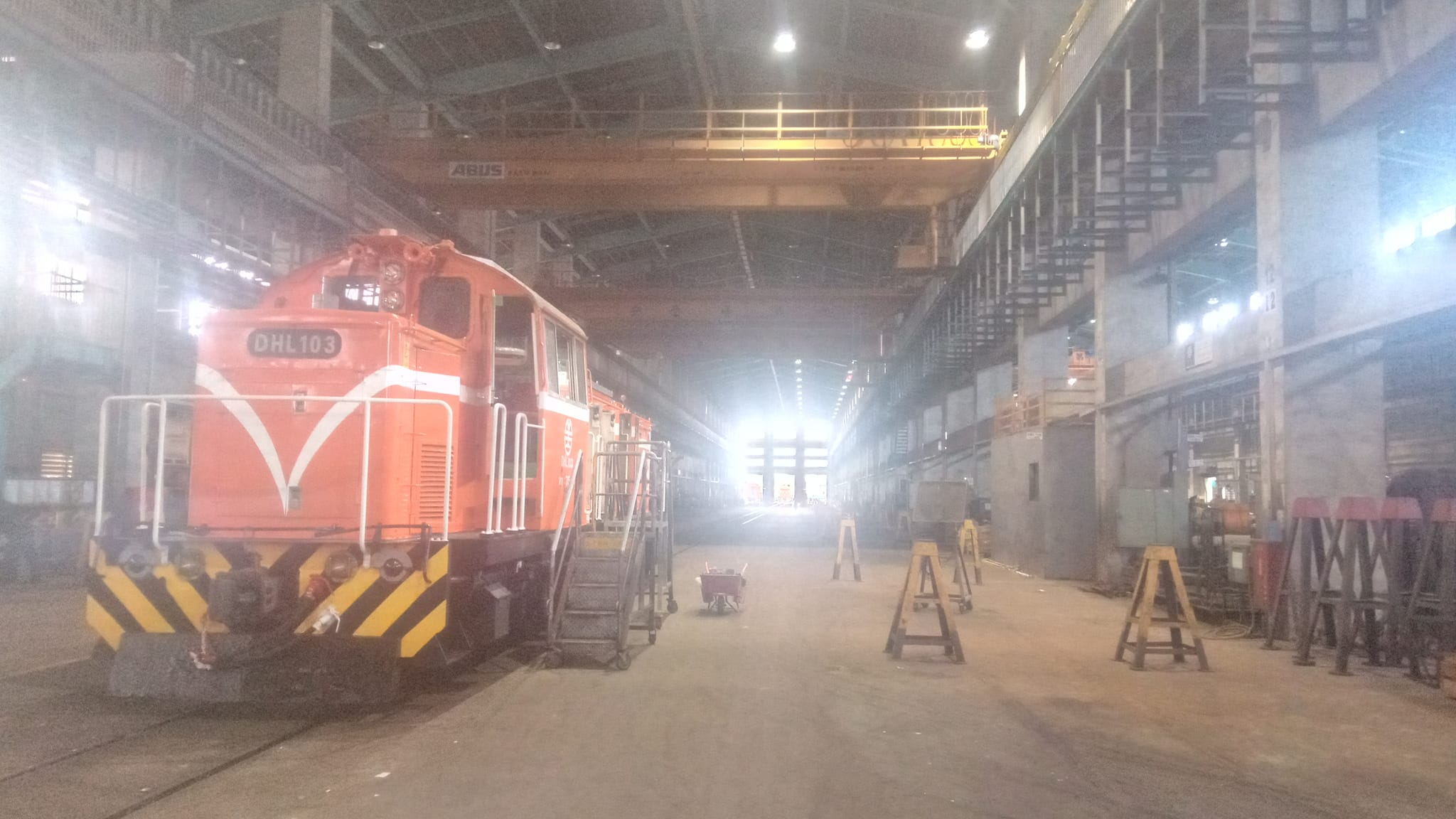
花蓮機廠廠區

花蓮機廠（簡稱花廠）是臺灣鐵路公司（原臺灣鐵路管理局，略稱臺鐵或臺鐵局）下轄單位之一。南鄰花蓮車站及花蓮運務段、西隔鐵道鄰花蓮工務段及花蓮電務段、西北鄰花蓮電力段、北鄰花蓮機務段及北區供應廠花蓮材料庫，並有專用道路相通。其主要業務為負責臺鐵各型動力客車、柴液機車、電源行李車之檢修及改造，近年來亦開始分擔高雄機廠的自動門莒光號車廂之三級檢修業務，並另整修舊臺東線762毫米軌距之各式車輛。與富岡機廠（原臺北機廠）、與潮州機廠（原高雄機廠）並列為臺鐵三大機廠。亦為臺鐵員工訓練中心–東區訓練中心籌備處。

## 簡介
目前主要負責3100型列車檢修事宜

本廠專責業務如下：

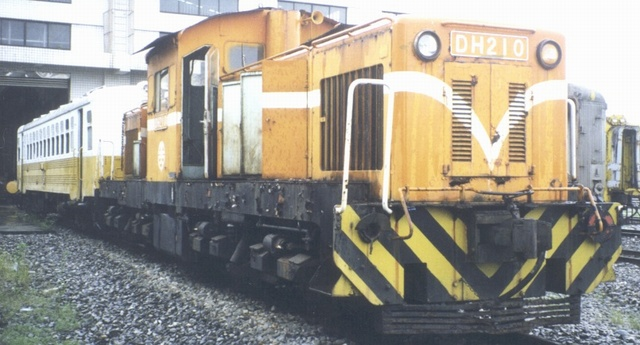
LDH200型柴液機車DH210於臺灣鐵路管理局花蓮機廠

- 柴聯車(DMU)、有空調柴油客車(DRC)、無空調柴油客車、柴液機車(DHL)三級、四級檢修。
- 非電化區間供應莒光號車廂冷氣電力之全部電源行李車(PBK)、自動門莒光號、藍皮解憂號客車三級檢修。
- 柴聯車、冷氣柴油客車、普通柴油客車、電源行李車臨時檢修。

檢修項目包括：
- 引擎檢修
- 變速機檢修
- 軔機及各閥類檢修
- 轉向架（含逆轉機）檢修
- 發電機及各項電器配件
- 車身及車內服務設備之檢修

### 組織編制
花蓮機廠設有總務室、會議室、員工自修室、電子材料室、廠長室、副廠長室、人事室、勞工安全衛生室、主計室、政風室、工程組、員工休息室、工場辦公室、工場。
- 第一工場：負責柴聯客車引擎、變速機、氣軔之檢修 及莒光號復興號發電機引擎檢修
- 第二工場：負責轉向架、逆轉機檢修、車輪檢修更換
- 第三工場：負責車輛電器檢修、門機檢修、車內內裝維護
- 第四工場：材料管理及辦理外段送修品等業務

## 歷史
花蓮機廠興建於1917年，舊廠址位於花蓮舊站的西南方（花蓮市博愛街10號，現東大門夜市旁），早期擔任東線鐵路（軌距762mm）所有車輛的維修工作。北迴鐵路通車及東線鐵路拓寬後，除增加維修1067mm軌距車輛外，並將原本東線鐵路運用之762mm軌距車輛改造成符合1067mm軌距，繼續使用。
1996年5月2日，為配合花蓮市第六期市地重劃施工，花蓮機廠遷移至花蓮新站旁的花蓮市國聯一路100之5號的豐川現址。新廠房佔地33930平方公尺、挑高20公尺，檢修路線240公尺，有四股修車坑線、兩股配件線、兩臺25噸高架起重機、六臺20噸高架起重機、四臺10噸高架起重機。並設有污油集中井，將污油、污水抽到花蓮機務段管轄的污水處理廠處理，使工作環境能符合環保的要求。 
維修的車輛，計有DMU柴聯車162輛、DRC柴油客車36輛、電源行李車15輛、DHL柴液機車16輛，共229輛等三級、四級之保養工作。

### 來源
1. ↑  何泰源; 韓光曙.  (PDF). 中華顧問工程司.   [2023-09-11]. （原始内容存档 (PDF)于2023-09-11）.
2. ↑  葉柏強、黃家榮. . 台灣: 蔚藍文化. 2022: 203頁. ISBN 9789865504816.
3. ↑  . 國家文化記憶庫.   [2023-09-05]. （原始内容存档于2023-09-11）.
4. ↑  . 國家文化記憶庫.   [2023-09-05]. （原始内容存档于2023-09-11）.

### 書籍
- 臺灣後山鐵道風華，鄭仁崇 著，鄭仁崇2000年5月出版（ISBN 957-02-4342-2）
- 鐵路局花蓮機廠廠務史蹟，黎素珍 等 合著，臺灣鐵路管理局花蓮機廠2013年12月出版（ISBN 978-986-0395-11-2）

## 外部連結
- 鐵路局花蓮機廠廠務史蹟
- 後山鐵道風華文化資產數位博物館
- 花蓮鐵道文化園區官方部落格 （页面存档备份，存于）